# Reinhard Knittel
Reinhard Knittel (* 1960 in Bregenz) ist ein österreichischer römisch-katholischer Geistlicher und Katholischer Theologe. Er ist Professor für Kanonisches Recht.

## Leben
Reinhard Knittel begann sein Studium der Katholischen Theologie zunächst an der Universität Innsbruck und setzte es an der Päpstlichen Universität Gregoriana fort.
1985 empfing er die Priesterweihe mit Hilfe des Engelwerkes. Knittel war trotz seiner damaligen Mitgliedschaft im Orden der Regularkanoniker vom Heiligen Kreuz, der Elitegruppe des Engelwerkes, zugleich in der Diözese Anápolis inkardiniert. Anschließend setzte er seine Studien in Rom fort. Am 1. November 1991 wurde er theologischer Referent des St. Pöltner Bischofs Kurt Krenn. Am Centro Accademico della Santa Croce erwarb er das Lizenziat und wurde 1995 an der Lateran-Universität zum Dr. theol. promoviert. Nach weiteren kirchenrechtlichen Studien wurde er 1997 auch in Kanonischem Recht promoviert.
1996 wurde Knittel Dozent an der Philosophisch-Theologischen Hochschule St. Pölten, im selben Jahr wurde er auch Rector ecclesiae der Prandtauerkirche in St. Pölten. Von 1998 bis 2000 nahm er eine Lehrstuhlvertretung im Fach Ekklesiologie an der Lateranuniversität wahr. Seit 2000 ist er Magistralkaplan des Souveränen Malteserordens und Mitglied der päpstlichen Kommission super rato bei der Kongregation für den Gottesdienst und die Sakramentenordnung. 2001 wurde er zunächst Vizeoffizial und 2009 Offizial der Diözese St. Pölten. Im Frühjahr 2004 bezeichnete er die Freimaurerei in Rudolf Schermanns Monatszeitschrift Kirche In als „Tochter des Satans“.
Zum 1. Oktober 2009 wurde Knittel Professor für Kanonisches Recht; im Jänner 2013 ernannte ihn Bischof Klaus Küng für die Studienjahre 2013 bis 2015 zum Rektor der Philosophisch-Theologischen Hochschule. Am 12. Jänner 2023 wurde Knittel zum Domkapitular ernannt.

## Veröffentlichungen (Auswahl)
- La pena canonica dell’interdetto - indagine storico-giuridica (kanonistische Dissertation), Rom 1998
- Die unvergängliche Geschichtsdauer der Kirche in ihrer ekklesiologischen Entfaltung (theologische Dissertation), Europäische Hochschulschriften, Reihe 23, Theologie, Bd. 670, Frankfurt am Main 2000, ISBN 3-631-35068-6